# Jazwina (mijanka)
Jazwina (biał. Язвіна, ros. Язвино) – mijanka i przystanek kolejowy w miejscowości Jazwina, w rejonie szumilińskim, w obwodzie witebskim, na Białorusi. Położona jest na linii Witebsk - Połock.